# 1952年古巴政变
1952年古巴政变发生于1952年3月10日，当时富尔亨西奥·巴蒂斯塔领导的古巴宪法军为干预原定于1952年6月1日举行的大选，发动军事政变并在古巴建立了事实上的军事独裁政权。在古巴政治术语中，这次政变被称为“巴蒂斯塔佐”。